# Gentianopsis macounii
Gentianopsis macounii är en gentianaväxtart som först beskrevs av Herman Theodor Holm, och fick sitt nu gällande namn av Hugh Hellmut Iltis. Gentianopsis macounii ingår i släktet strandgentianor, och familjen gentianaväxter. Inga underarter finns listade i Catalogue of Life.